# Borzestowo
Borzestowo/Bòrzestowò is een plaats in het Poolse district  Kartuski, woiwodschap Pommeren. De plaats maakt deel uit van de gemeente Chmielno en telt 559 (sołectwo 797) inwoners.